# Castell de Clervaux
El Castell de Clervaux (en francès: Château de Clervaux; en luxemburguès: Schlass Klierf) està situat en la localitat de Clervaux al nord de Luxemburg, es remunta al segle xii. Destruït per un incendi a la Segona Guerra Mundial durant la batalla de les Ardenes, el castell ha estat reconstruït completament. Alberga les oficines administratives de la comuna, així com un museu que conté una exposició de fotografies d'Edward Steichen.

## Localització
El castell es troba a una alçada de 365 metres sobre un esperó rocós per damunt de la ciutat, envoltat per tres costats pel riu Clerve.

## Història
Les parts més antigues del castell del segle xii van ser construïts per Gerard, comte de Sponheim, un germà del comte de Vianden. El gran palau i les torres arrodonides són probablement a la ratlla de 1400, quan els pròspers senyors de Brandenbourg vivien allà.
El 1634, Claude de Lannoy va construir les sales de recepció, incloent la gran «Sala dels Cavallers» en estil espanyol de Flandes. El 1660, es van afegir les estables, un magatzem i els edificis administratius. Finalment, al segle xviii, es van construir noves estables.
Amb els anys, igual que altres castells a Luxemburg, Clervaux va caure en mal estat encara que va ser parcialment restaurat i utilitzat com un hotel abans que finalment fos destruït a la Segona Guerra Mundial durant la Batalla de Clervaux -16 al 18 de desembre de 1944-, com a part de la batalla de les Ardenes.
Després d'haver estat completament restaurat després de la guerra, el castell ara s'utilitza parcialment com a museu i parcialment per allotjar l'administració local. L'ala sud mostra una exposició de models de castells de Luxemburg, l'antiga cuina a la Casa Brandenbourg és un museu dedicat a la Batalla de les Ardenes, mentre que els pisos superiors es troba l'exposició de fotografies realitzades per Edward Steichen i titulada The Family of Man. La resta de cambres s'utilitzen per als serveis de l'administració local.